# Vítězslav Hrdlička
Vítězslav Hrdlička (* 5. dubna 1995) je český fotbalový útočník. 

## Kariéra
S fotbalem začínal v Klatovech, odkud zamířil do Plzně, jejímž kmenovým hráčem se v 15. letech stal. Za A mužstvo poprvé nastoupil 16. listopadu 2013 ve 4. kole Poháru České pošty Domažlice – Plzeň, když v 80. minutě střídal Tomáše Wágnera. Podruhé pak k odvetnému utkání 26. března 2014, kdy odehrál celé utkání a vstřelil jednu branku. Přestože v juniorské lize patřil k oporám mužstva (v sezoně 2013/2014 byl mezi jeho nejlepšími střelci) a přestože se jakožto člen širšího kádru ve dvou ligových zápasech objevil na lavičce náhradníků, do A týmu se neprosadil a odešel na hostování do Tachova.
V červenci 2012 byl členem vítězného týmu 9. ročníku memoriálu Stanislava Štrunce, mezinárodního turnaje kategorie U19. V sezoně 2013/14 odehrál všech šest utkání Plzně v Juniorské lize UEFA. Jako stabilní hráč Plzeňské U21 odehrál v této sezoně 28 utkání v Juniorské lize, v nichž vstřelil 10 branek, v následující sezoně nastoupil ve třech utkáních a vstřelil tři branky. V sezonách 2014/15 a 2015/16 nastoupil v České fotbalové lize za TJ Jiskra Domažlice k 20 zápasům, v nichž vstřelil 9 branek. V sezoně 2015/16 ve stejné lize nastoupil k 17 zápasům a vstřelil 5 branek za FK Tachov, kam odešel na hostování.
V červnu 2016 neuspěl na testech v Halleschen FC, hrajícím 3. německou fotbalovou ligu, a v červenci přestoupil do švýcarského FC Brunnen, hrajícího ve 2. Lize interregional.
V juniorských reprezentacích od 16 do 19 let nastoupil do 12 utkání, vstřelil 6 gólů a odehrál 520 minut. V červnu 2011 reprezentoval v kategorii do 16 let na Bannikově memoriálu. Ve čtyřech zápasech odehrál 241 minut a vstřelil 3 branky. V lednu 2013 v kategorii do 18 let nastoupil ve čtyřech z pěti zápasů na memoriálu Valentina Granatkina, odehrál 183 minut a vstřelil 2 branky.